# Transposición (derecho)
En el Derecho de la Unión Europea, la transposición es un proceso mediante el cual los Estados miembros de la Unión Europea dan fuerza a una directiva mediante la aprobación de medidas de aplicación apropiadas.
La Comisión Europea supervisa de cerca que la transposición sea oportuna, se haga y se aplique correctamente, a fin de alcanzar los resultados previstos. La transposición incorrecta puede ser el resultado de la inacción (dejando de lado determinadas disposiciones), la divergencia (otro ámbito de aplicación, definición o requisito), la "sobrerregulación" (que supera los requisitos de la Directiva), la "doble bancarización" (solapamiento entre la legislación nacional vigente y la Directiva transpuesta) o el "deslizamiento reglamentario" (aplicación demasiado estricta o estado de incertidumbre en cuanto a la situación del Reglamento).
La Comisión Europea puede interponer un recurso ante el Tribunal de Justicia de la Unión Europea contra los Estados que no hayan transpuesto adecuadamente las directivas.  Además, cualquier persona o empresa de un Estado miembro puede presentar una denuncia ante la Comisión por la transposición incorrecta o tardía de una directiva de la UE o "por cualquier medida (ley, reglamento o acción administrativa) o práctica atribuible a un Estado miembro que considere incompatible con una disposición o un principio del Derecho de la UE".
La Comisión publica un informe anual en el que se resume cómo se ha transpuesto la legislación de la UE, con estadísticas sobre el número y los tipos de infracciones, por país y sector.